# ホリホック (コルベット)
ホリホック (HMS Hollyhock) はイギリス海軍のコルベット。フラワー級。

## 艦歴
1939年11月27日、ジョン・クラウン＆サンズ社で起工。1940年8月19日進水。同年11月19日就役。
1942年4月、日本軍の空母機動部隊がインド洋に来襲（セイロン沖海戦）。4月5日にはコロンボが空襲を受けた。4月8日に空母を含む敵艦隊が発見され、トリンコマリーかマドラスが攻撃を受けることは明らかであったため在泊艦船に退避が命じられ、空母「ハーミーズ」などがトリンコマリーから出港。「ホリホック」も補助艦隊の「Athelstane」護衛して出港した。4月9日にトリンコマリーは空襲を受け、さらに退避中の艦船も発見されて攻撃され「ハーミーズ」などとともに「ホリホック」と「Athelstane」も撃沈された。まず「Athelstane」が複数の命中弾を受け、「ホリホック」も至近弾によりボイラー1基が使用不能となった。「ホリホック」は「Athelstane」の乗員救助を始めたが、再び攻撃があり爆弾の直撃を受けた「ホリホック」は沈没した。生存者は16名で、艦長以下53名が死亡した。